# Australian Mathematical Sciences Institute
Pour les articles homonymes, voir AMSI.
 (août 2024).
Si vous disposez d'ouvrages ou d'articles de référence ou si vous connaissez des sites web de qualité traitant du thème abordé ici, merci de compléter l'article en donnant les références utiles à sa vérifiabilité et en les liant à la section « Notes et références ».
 (août 2024).
 (août 2024).
L' Institut Australien des Sciences Mathématiques (Australian Mathematical Sciences Institute, AMSI) est créé en 2002 en réponse à un besoin de renforcer la collaboration en sciences mathématiques et statistiques, en particulier dans les universités. L'Institut Fields et de le Pacific Institute for the Mathematical Sciences ont œuvré à la structure et le fonctionnement de l'AMSI .
L'AMSI comprend parmi ses adhérents la plupart des universités australiennes et divers organismes tels que le CSIRO, le Bureau australien des statistiques et le Bureau de la Météorologie. L'AMSI est situé sur le campus de l'Université de Melbourne.

## Missions
L'amélioration radicale de la capacité et des compétences des sciences mathématiques dans la communauté australienne à travers:
- le soutien à un enseignement des mathématiques de haute qualité pour tous les jeunes australiens
- l'amélioration de l'approvisionnement en étudiants mathématiquement bien préparés à l'entrée dans l'enseignement tertiaire grâce à une implication directe avec les écoles
- le soutien à la recherche mathématique et ses applications, y compris dans des champs à la croisée des disciplines et dans les secteurs public et privé
- l'amélioration de  l'expérience des étudiants de premier cycle et de troisième cycle dans les sciences mathématiques et dans les disciplines connexes

## Activités
L'AMSI poursuit sa mission par l'intermédiaire de ses trois principaux secteurs de programme : Éducation scolaire ; Recherche et Enseignement Supérieur ; Industrie, Entreprises et Gouvernance.

### Programme de l'enseignement scolaire
Ce programme a été créé en 2004 dans le cadre du Centre International d'Excellence pour l'Enseignement des Mathématiques (International Centre of Excellence for Education in Mathematics, ICE-EM). À travers ce centre, une série de textes mathématiques de haute qualité, de ressources pour les enseignants et le développement professionnel pour les années scolaires de 5 à 10 ans a été développée.
En 2009, le Ministère de l'éducation a financé l'extension des activités de la ICE-EM en vertu du projet The Improving Mathematics Education in Schools (TIMES), avec une extension du programme de développement professionnel de l'enseignement à travers l'Australie, le développement de modules de ressources pour l'enseignant pour les années 5 à 10, ainsi que la collection Maths: Make your career count de supports afin de promouvoir les carrières en mathématiques.
Sous la supervision de Frank Barrington et Peter Brown, l'ICE-EM collecte et publie des données sur les inscriptions dans les mathématiques en 12e année et effectue une comparaison attentive état par état des programmes d'études de cette année 12.
En 2015, l'AMSI a lancé le programme, soutenu par la Fondation BHP Billiton, comportant un travail avec les élèves, les parents et les enseignants sur cinq ans afin d'améliorer l'accès aux mathématiques, en particulier pour les filles et les jeunes femmes
Le programme s'intéresse au cursus en mathématiques, en particulier la participation des femmes et des filles en mathématiques, à travers quatre axes : amélioration des connaissances de l'enseignant et de la confiance envers les mathématiques ; campagne de sensibilisation aux carrières au sein des mathématiques ; réseau de femmes modèles en Mathématiques visant à inspirer les filles et les jeunes femmes à rechercher les possibilités en mathématiques ; prix annuels de BHP Billiton pour l'excellence dans l'enseignement et l'apprentissage des mathématiques.

### Programme de recherche et Enseignement Supérieur
Le programme de recherche de l'AMSI vise à favoriser la collaboration entre les institutions membres et avec d'éminents chercheurs internationaux, par le réseautage. L'AMSI organise des parrainages et sponsorise les distinctions annuelles de AMSI Lecturer et de Mahler Lecturer de l'AustMS. Le réseau de l'AMSI bénéficie d'un financement du Ministère de l'Éducation, de la Science et de la Formation.
Le programme d'Enseignement Supérieur de l'AMSI comprend des événements phares tels que : Bourses de recherche de vacances ; École d'été ; École d'hiver ; BioInfoSummer.

### Programme Industrie, Business et Gouvernance
L'AMSI met en lumière la pertinence des mathématiques pour l'industrie par le biais d'activités variées : ateliers, services de consultant en mathématiques et statistiques, programme de Stagiaire AMSI. Dans ce dernier, des étudiants de troisième cycle sont pris en charge par un mentor universitaire de l'université d'accueil à travers le programme de stage en entreprise.

## Membres
Sont membres à part entière : Université nationale australienne, Université de La Trobe, Université Monash, Institut royal de technologie de Melbourne, Université de Melbourne, Université du Queensland, Université de Nouvelle-Galles du Sud, Université de Newcastle, Université de Sydney, Université d'Adélaïde, Université d'Australie-Occidentale
Sont membres associés : Université Charles-Sturt, Université Curtin, Université Deakin, Université James-Cook, Université Flinders, Université Griffith, Université Macquarie, Université de technologie du Queensland, Swinburne University of Technology (en), Université de Ballarat, Université de Canberra, Université de Nouvelle-Angleterre, Université d'Australie-Méridionale, University of Southern Queensland (en), Université de Tasmanie, Université technologique de Sydney, Université occidentale de Sydney, Université de Wollongong
Des sociétés et agences sont également membres : Bureau australien des statistiques, Australian Mathematical Society et ANZIAM, Australian Mathematics Trust (en), Bureau of Meteorology, CSIRO, Defence Science and Technology Organisation (en).

## Personnalités liées à l'Institut
- Jonathan Borwein en a présidé le comité consultatif scientifique.
- Christian Robert a été AMSI Lecturer (2012).